# پرتغالی برزیلی
زبان پرتغالی برزیلی به دوره استعمار پرتغالی‌ها و ورودشان به کشور برزیل بازمی‌گردد. گویش برزیلی در حدود ۲۴۰ میلیون نفر گویشور دارد که عمدتاً در برزیل ساکن هستند اما برخی از آن‌ها به عنوان مهاجر در ایالات متحده آمریکا، ژاپن، پاراگوئه و کانادا ساکن شده‌اند.

## پیشینه
ورود این زبان به برزیل به قرن شانزدهم میلادی بازمی‌گردد. در آن زمان پرتغالی رواج چندانی نداشت اما از آنجا که به عنوان زبان میانجی رایج گردید و جمعیت کثیری از سیاهان نیز به عنوان برده وارد برزیل شدند و مجبور بودند برای برقراری ارتباط زبان اولیه خود را کاملاً فراموش کنند و به زبان جدید سخن بگویند زبان پرتغالی را در این منطقه رواج داد و تا اوایل قرن نوزدهم زبان پرتغال زبان اکثریت قاطع مردم کشور برزیل بود. همچنین در قرن هجدهم فشارهای زیادی از جانب دولت پرتغال برای گسترش این زبان وارد شد که بیشتر جهت مقابله با فرهنگ و زبان اسپانیایی بود که در هشتاد درصد برزیل و سایر کشورهای آمریکای جنوبی بسرعت در حال رشد بود.

## تفاوت‌های زبانی
برخی پژوهشگران تفاوت میان برزیلی و پرتغالی را در حد تفاوت زبان انگلیسی رایج در بریتانیا و آمریکا دانسته‌اند. اما برخی دیگر این تفاوت هارا بسیار بیشتر از این می‌دانند. برای نمونه ۱۵٪ از واژگان دو گویش با هم متفاوت هستند. منشأ بسیاری از این تفاوت‌ها به پیش زمینه غیر اروپایی شمار زیادی از متکلمین این زبان بازمی‌گردد که واژه‌ها و اصطلاحات بومی خود را به زبان جدید یعنی پرتغالی نیز وارد کرده‌اند. ضمن اینکه مهاجران برزیل نیز همگی پرتغالی نبودند و واژگانی با ریشه‌های متفاوت در بین آنها رواج دارد. گویش برزیلی نسبت به گویش رایج در پرتغال کهنه تر بنظر می‌رسد. تفاوت در نگارش و تلفظ و آواشناسی و حتی در دستور هم دیده می‌شود.

## شیوه نگارش
نگارش زبان پرتغالی در برزیل شبیه آنچه بود که در قرون وسطی اسپانیایی را بدان می‌نوشتند. در قرن نوزدهم مدل‌های جدیدی برای نگارش اسپانیایی برزیل پیشنهادشد و در قرن بیستم اعضای فعال و طرفداران جنبش‌های ملی گرایانه برزیل شیوه نگارش را تا حدی تغییر دادند که برای برزیلی‌ها مناسب تر باشد. بدین شکل زبان پرتغالی برزیل تا حد زیادی از زبان پرتغال رایج در اروپا استقلال گرفت.

## نمونه تفاوت‌های زبانی
| برزیل                                                                                 | پرتغال                             | فارسی             |
| banheiro, toalete, toilettes, sanitário                                               | casa de banho, lavabos, sanitários | حمام              |
| café da manhã، desjejum, parva                                                        | pequeno almoço, desjejum           | صبحانه            |
| câncer                                                                                | cancro                             | سرطان             |
| carteira de habilitação, carteira de motorista, carta                                 | carta de condução                  | گواهینامه رانندگی |
| carteira de identidade, RG (from "Registro Geral")                                    | bilhete de identidade              | کارت اعتباری      |
| telefone celular (or simply and most common "celular"), aparelho de telefonia celular | telemóvel                          | گوشی موبایل       |
| canadense                                                                             | canadiano                          | کانادایی          |
| time, equipe                                                                          | equipa, equipe                     | تیم               |
| estrada de ferro, ferrovia                                                            | caminho de ferro, ferrovia         | راه‌آهن            |
| fila                                                                                  | bicha, fila                        | محور              |
| fones de ouvido                                                                       | auscultadores, auriculares         | هدفون             |
| gol                                                                                   | golo                               | گل (در فوتبال))   |
| grama, relva                                                                          | relva                              | علف               |
| Irã                                                                                   | Irão                               | ایران             |
| Islã                                                                                  | Islão                              | اسلام             |
| israelense, israelita                                                                 | israelita                          | اسرائیلی          |
| mamadeira                                                                             | biberão, biberon                   | شیشه شیر          |
| metrô                                                                                 | metro, metropolitano               | مترو              |
| Moscou                                                                                | Moscovo                            | مسکو              |
| ônibus                                                                                | autocarro                          | اتوبوس            |
| polonês, polaco                                                                       | polaco                             | لهستانی           |
| rúgbi, rugby                                                                          | râguebi, rugby                     | راگبی             |
| secretária eletrônica                                                                 | atendedor de chamadas              | پاسخگوی خودکار    |
| tcheco, checo                                                                         | checo                              | چکی               |
| tela                                                                                  | ecrã                               | صفحه              |
| trem, composição ferroviária                                                          | comboio                            | ترن               |
| Vietnã                                                                                | Vietname                           | ویتنام            |